# КриоРус
КріоРус — російська кріонічна компанія. Заснована в 2005 році.
У 2006 році відкрила власне сховище під Москвою. Основним видом діяльності компанії є науково-дослідні роботи у галузях кріобіології великих біологічних об'єктів, з метою чого компанія зберігає за певною методикою пацієнтів. «КриоРус» є проектом громадської організації Російський трансгуманістичний рух.
З травня 2005 року генеральним директором фірми був Данило Медведєв. На даний момент компанію очолює Валерія Удалова.
До січня 2011 року в компанії КріоРус було кріоніровано 18 осіб, 2 собаки, кіт і 2 птаха. Серед кріонованих 3 громадянина України.
«КріоРус» пропонує послуги з нейрозбереження (кріонування мозку), кріонування всього тіла та інші, пов'язані з кріонікою, послуги клієнтам з Росії, СНД і Європи.
У вересні 2010 року в компанії «КріоРус» був побудований спеціалізований композитний дюар «Анабіоз-1». Також у сховищі «КріоРус» є кілька кріостатів різних розмірів.